# Калаї Нау
Кала́ї На́у (дарі قلعه نو Qal'a-ye Naw) — місто в Афганістані, адміністративний центр провінції Бадгіс.

## Клімат
Місто знаходиться у зоні, котра характеризується середземноморським кліматом. Найтепліший місяць — липень із середньою температурою 26.2 °C (79.2 °F). Найхолодніший місяць — січень, із середньою температурою 0.6 °С (33.1 °F).
| Клімат Калаї Нау        | Клімат Калаї Нау | Клімат Калаї Нау | Клімат Калаї Нау | Клімат Калаї Нау | Клімат Калаї Нау | Клімат Калаї Нау | Клімат Калаї Нау | Клімат Калаї Нау | Клімат Калаї Нау | Клімат Калаї Нау | Клімат Калаї Нау | Клімат Калаї Нау | Клімат Калаї Нау |
| Показник                | Січ.             | Лют.             | Бер.             | Квіт.            | Трав.            | Черв.            | Лип.             | Серп.            | Вер.             | Жовт.            | Лист.            | Груд.            | Рік              |
| Середня температура, °C | 0,6              | 2                | 8,2              | 14,5             | 19,5             | 23,9             | 26,2             | 24               | 18,8             | 13,3             | 8,3              | 4                | 13,6             |
| Норма опадів, мм        | 61.7             | 74.6             | 92.2             | 49               | 14.1             | 0.3              | 0.1              | 0.1              | 0.4              | 6.1              | 17.3             | 51.1             | 367              |
| Днів з опадами          | 5,5              | 7,5              | 9,9              | 8,8              | 3,2              | 0,3              | 0,3              | 0,2              | 0,2              | 1,9              | 3,9              | 5,2              | 46,9             |
| Вологість повітря, %    | 74.9             | 72.7             | 71.5             | 66.3             | 50.6             | 36.8             | 34.1             | 34               | 39.2             | 49.2             | 57.6             | 71.7             | 54.9             |
| ----------------------- | ---------------- | ---------------- | ---------------- | ---------------- | ---------------- | ---------------- | ---------------- | ---------------- | ---------------- | ---------------- | ---------------- | ---------------- | ---------------- |
| Джерело: Weatherbase    |                  |                  |                  |                  |                  |                  |                  |                  |                  |                  |                  |                  |                  |

## Населення
У 1979 році, під час останнього в Афганістані перепису населення, число жителів Калаї Нау склало 5 340 чоловік. Оціночні дані на 2010 рік передбачають, що чисельність населення міста склала близько 12 300 чоловік.